# Ghetto Warfare
Ghetto Warfare je nezávislé kompilační album hip-hopového hardcore dua M.O.P.. Album obsahuje dříve nezveřejněné písně.

## Track list
1. "Intro" – 0:58
2. "Welcome Back" (featuring Teflon) – 1:28
3. "Roc La Familia" (featuring Jay-Z, Memphis Bleek & State Property) – 3:46
4. "Instigator" (featuring Teflon) – 3:54 (Produced by 9th Wonder)
5. "Interlude" – 1:11
6. "Fuck M.O.P." – 3:24
7. "Stomp tha Shit out Ya" (featuring Capone-N-Noreaga) – 3:01 (Produced by Tony Pizarro)
8. "Interlude" – 2:14
9. "Fire" – 4:48 (Produced by DR Period)
10. "Got to Go" – 3:47
11. "The Bottom" – 5:07
12. "Put It in the Air" (featuring Jay-Z) – 4:05 (Produced by Fizzy Womack, Laze E Laze)
13. "What the Fuck" – 4:18
14. "Wanna Be Gs" – 4:38 (Produced by M.O.P.)
15. "Live from Ground Zero" – 4:19 (Produced by Ill Will Fulton)
16. "Take a Minute" – 3:00 (Produced by Kouch)
17. "Muddy Waters" – 4:14 (Produced by Tommy Tee)
18. "G-Boy Stance" – 4:15 (Produced by DR Period)
19. "Bkny" – 4:29 (Produced by Heatmakerz)